# Open du Koweït de tennis de table
L'Open du Koweït ITTF est une étape du Pro-tour de tennis de table organisée par la fédération internationale de tennis de table. 

## Déroulement
En 2008, c'est le Biélorusse Vladimir Samsonov qui s'était imposé chez les hommes devant Chen Qi, et Zhang Yining a remporté le titre chez les dames devant sa compatriote Li Xiaoxia.
L'édition 2009 s'est déroulée du 11 au 15 février. Ma Long a battu son compatriote Wang Hao sur le score de 4/1 (11/4 11/5 11/8 8/11 11/7). Ding Ning s'est imposée face à Guo Yue en finale du tableau féminin. Chen Qi et Ma Lin remporte le double masculin alors que Guo Yue et Zhang Yining les ont imités en double féminin. 
L'édition 2010 voit la victoire du Chinois Xu Xin qui a battu difficilement Ma Long 4-3 en demi-finale et s'impose sur le même score contre Ma Lin en finale. Chez les dames, la Japonaise Ai Fukuhara s'incline en finale face à Liu Shiwen après avoir écarté la Chinoise Guo Yan.

## Palmarès

### Senior
| année | simple messieurs  | double messieurs                      | simple dames | double dames            |
| ----- | ----------------- | ------------------------------------- | ------------ | ----------------------- |
| 2006  | Ma Lin            | Ma Lin/Chen Qi                        | Jiang Huajun | Zhang Yining/Wang Nan   |
| 2007  | Ma Long           | Lee Jin-kwon/Ryu Seung-min            | Guo Yue      | Li Xiaoxia/Zhang Yining |
| 2008  | Vladimir Samsonov | Ma Lin/Wang Hao                       | Zhang Yining | Wang Nan/Zhang Yining   |
| 2009  | Wang Hao          | Ma Lin/Chen Qi                        | Ding Ning    | Guo Yue/Zhang Yining    |
| 2010  | Xu Xin            | Ma Long/Zhang Jike                    | Liu Shiwen   | Guo Yue/Guo Yan         |
| 2012  | Jun Mizutani      | Gao Ning/Li Hu                        | Feng Yalan   | Chen Meng/Zhu Yuling    |
| 2013  | Zhang Jike        | Xu Xin/Yan An                         | Liu Shiwen   | Ding Ning/Li Xiaoxia    |
| 2014  | Fan Zhendong      | Stefan Fegerl / Lin Gaoyuan           | Zhu Yuling   | Liu Shiwen/Mu Zi        |
| 2015  | Ma Long           | Chiang Hung-Chieh / Huang Sheng-Sheng | Li Xiaoxia   | Ding Ning/Zhu Yuling    |
| 2016  | Zhang Jike        | Xu Xin / Zhang Jike                   | Li Xiaoxia   | Ding Ning / Liu Shiwen  |

### Moins de 21 ans
| année | simple messieurs   | simple dames            |
| ----- | ------------------ | ----------------------- |
| 2006  | Dimitrij Ovtcharov | Yu Kwok See             |
| 2007  | Cho Eon-rae        | Veronika Heine          |
| 2008  | Zhongze Liu        | Daniela Monteiro Dodean |
| 2009  | Ovidiu Ionescu     | Elizabeta Samara        |
| 2007  | Jun Mizutani       | Yuka Ishigaki           |
| 2009  | Hidetoshi Oya      | Yu Meng Yu              |
| 2010  | Seo Hyun-deok      | Yu Meng Yu              |
| 2012  | Noshad Alamiyan    | Cheng I-ching           |
| 2014  | Asuka Sakai        | Yang Ha-eun             |
| 2015  | Zhai Yujia         | Doo Hoi Kem             |
| 2016  | Hugo Calderano     | Hina Hayata             |